# Eagle (program komputerowy)
Eagle – program komputerowy do wspomagania projektowania obwodów elektronicznych stworzony przez firmy CadSoft, a rozwijany przez Autodesk. Zawiera edytor schematów i płytek drukowanych. Dostępny dla systemów operacyjnych: Windows, Linux, OS X.
Program zyskał popularność wśród hobbystów ze względu na prostotę i możliwość darmowego używania jednej z wersji.
W roku 2016 CadSoft został kupiony przez Autodesk od poprzedniego właściciela Premier Farnell. Wraz z wersją 8.0 produktu został zmieniony sposób licencjonowania na model subskrybcyjny. Cena rocznej subskrypcji dla EAGLE standard to 100 USD, wersji EAGLE Premium 500 USD. Dodatkowo istnieje darmowa wersja programu do zastosowań niekomercyjnych. Ma ona następujące ograniczenia:
- tylko 2 schematy w edytorze schematów,
- tylko 2 warstwy sygnałowe na płytce drukowanej,
- maksymalna powierzchnia płytki drukowanej 80 cm².